# Logan (film)
Logan este un film american din 2017 regizat de James Mangold. Rolurile principale au fost interpretate de actorii Hugh Jackman, Patrick Stewart, Dafne Keen.

## Distribuție
| Actor               | Personaj                      |
| ------------------- | ----------------------------- |
| Hugh Jackman        | Logan / Wolverine & X-24      |
| Patrick Stewart     | Charles Xavier / Profesorul X |
| Dafne Keen          | Laura Kinney / X-23           |
| Boyd Holbrook       | Donald Pierce                 |
| Richard E. Grant    | Zander Rice                   |
| Stephen Merchant    | Caliban                       |
| Doris Morgado       | Maria                         |
| Elizabeth Rodriguez | Gabriela                      |